# Maya Soetoro-Ng
Maya Kasandra Soetoro-Ng (ur. 15 sierpnia 1970 w Dżakarcie) – indonezyjsko-amerykańska badaczka, siostra przyrodnia Baracka Obamy.

## Życiorys

### Wczesne życie
Urodziła się w katolickim szpitalu Saint Carolus Hospital w Dżakarcie jako córka amerykańskiej antropolożki Ann Dunham i indonezyjskiego biznesmena Lolo Soetoro. Jej matka miała szwajcarskie, niemieckie, irlandzkie, szkockie, walijskie i angielskie korzenie. Jej bratem przyrodnim jest 44. Prezydent Stanów Zjednoczonych, Barack Obama. Mówi, że została nazwana na cześć amerykańskiej poetki, Mayi Angelou.
Soetoro-Ng i Obama spędzili razem kilka lat w Indonezji i na Hawajach, zanim jej matka zdecydowała się wrócić z nią do Indonezji. Jej rodzice rozwiedli się w 1980, a jakiś czas potem jej ojciec ponownie się ożenił, z tego małżeństwa Maya ma dwójkę przyrodniego rodzeństwa, Yusufa (ur. 1981) i Rahayu (b. 1984).
Podczas kiedy Maya mieszkała w Indonezji jej matka uczyła ją w domu. W latach 1981–1984, Maya uczęszczała do międzynarodowej szkoły w Dżakarcie. Podobnie jak Obama, Maya powróciła na Hawaje i uczęszczała do prywatnej szkoły w Honolulu, którą ukończyła w 1988.

### Kariera
Soetoro-Ng jest obecnie specjalistą wydziałowym w Spark M. Matsunaga Institute for Peace and Conflict Resolution, który ma siedzibę w College of Social Sciences na Uniwersytecie Hawajskim w Manoa, a także konsultantem Programu Liderów Fundacji Obamy: Asia-Pacific. Dr Soetoro-Ng prowadzi kursy na temat: edukacji dla pokoju, historii ruchów pokojowych oraz przywództwa na rzecz zmian społecznych. Nadzoruje również staże dla studentów, którzy studiują na kierunku Peace Studies i koordynuje programy nauczania społeczności i usług globalnych instytutu.

### Kampanie prezydenckie Obamy
W maju 2007 Soetoro-Ng ogłosiła, że będzie pomagać Obamie w jego kampanii prezydenckiej i wzięła dwa miesiące wolnego, aby prowadzić dla niego kampanię. Brała udział w Narodowej Konwencji Demokratów w 2008 roku, gdzie krótko opowiedziała o dorastaniu ze swoim bratem i wprowadziła na scenę azjatycko-amerykańską obecność.
Soetoro-Ng opowiedziała także krótko o osiągnięciach administracji Obamy na Narodowej Konwencji Demokratów 2012 w Charlotte w Północnej Karolinie, dzieląc podium ze starszym bratem Pierwszej Damy Michelle Obamy, byłym trenerem męskiej drużyny koszykówki mężczyzn Uniwersytetu Stanu Oregon, Craigiem Robinsonem.

### Życie prywatne
W 2003 Maya wyszła za Konrada Ng, Kanadyjczyka chińskiego pochodzenia z Burlington. Ma z nim dwie córki: Suhailę (ur. 2004) i Savitę (ur. 2008).
Soetoro-Ng określiła się jako „filozoficzną Buddystkę”. Płynnie zna języki: angielski, hiszpański i indonezyjski.